# Sapromyza connexa
Sapromyza connexa is een vliegensoort uit de familie van de Lauxaniidae. De wetenschappelijke naam van de soort is voor het eerst geldig gepubliceerd in 1829 door Say.